# Clasificación francesa de locomotoras

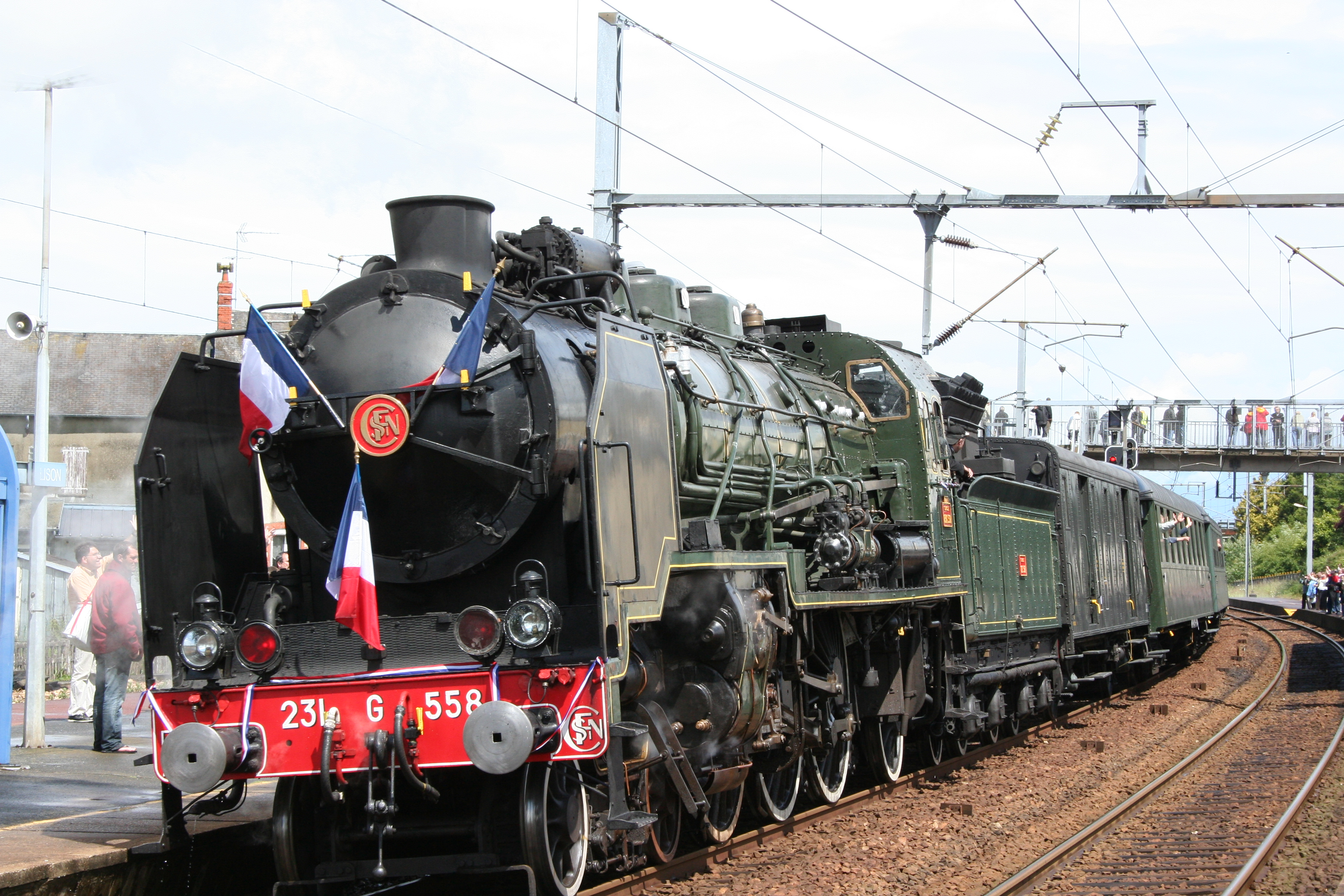
SNCF 231G 558 tirando de un tren especial en junio de 2009. Esta locomotora 231 según la clasificación francesa, se clasificaría como 4-6-2 según la notación Whyte

El sistema de clasificación francés para la disposición de las ruedas de una locomotora, de forma general, se caracteriza por contabilizar el número de ejes. La notación adopta ligeras diferencias para distinguir las locomotoras de vapor de los vehículos diésel o eléctricos. Este sistema es el mismo que se ha utilizado tradicionalmente en España.

## Vapor
El sistema francés cuenta los ejes, en lugar de las ruedas (que es lo que se hace en la notación Whyte). Una locomotora rígida convencional tendrá tres dígitos, correspondientes a su configuración de ejes: 
El primer dígito es el número de ejes delanteros portantes (sin tracción); el segundo dígito es el número de ejes tractores; y el tercer dígito es el número de ejes traseros portantes (sin tracción).

### Ejemplos
En los ejemplos siguientes figura en primer lugar la notación Whyte, y a continuación su equivalencia en la clasificación francesa
- 0-6-0 = 030
- 2-6-0 = 130
- 0-6-2 = 031
- 4-6-2 = 231
- 2-8-0 = 140
- 4-8-0 = 240
- 4-6-4 = 232
- 4-8-4 = 242
- 2-6-6-2 = 130 + 031

## Locomotoras eléctricas y diésel
Con los vehículos eléctricos y diésel, incluidas las Unidades Diésel Múltiples, una letra ABCD reemplaza 1-2-3-4 por el número de ejes motorizados, y cada bogie se agrupa por separado: 
- 0-4-0 + 0-4-0 = BB (si los ejes están conectados por barras u otros medios)
- 0-6-0 + 0-6-0 = Co-Co (si los ejes se accionan independientemente)